# Biphyllidae
Biphyllidae es una familia de coleópteros polífagos.

## Géneros
Incluye los siguientes géneros:
- Althaesia
- Anchorius
- Biphyllus
- Diplocoelus
- Euderopus
- Gonicoelus